# 避难线
避难线，是在长大下坡道上能使失控列车安全进入的线路。
可在区间或站内设置避难线。通常平均坡度大于大于15‰的长大下坡的坡脚，设避难线，以反坡势能抵消列车的动能。
截至1986年的调查，中国铁路共修建了75条避难线，其中使用的有51条，未按避难线使用或拆除的24条。其长度为200-500m，设在进站端的70%，设在出站端的30%。最长的避难线是平汝支线的柳树沟，长2373m；最短的为宝成铁路的杨家湾，仅145m。最大坡度为兰新铁路的沙沟台192.5‰。此后修建的新线均未设避难线。

## 设置避难线的必要性
过去铁路以蒸汽机车牵引为主，列车只有空气制动系统，当充风不足造成制动力衰减或当发生不可预见情况（如折角塞门被错误关闭）列车失控导致放颺，为保证列车放坡安全，就需要在有长大下坡的蒸汽机车牵引区段设置避难线以安全停车。
电传动内燃机车、电力机车一般都有电阻制动，使得列车又多了一套辅助制动系统，解决了长大下坡时列车闸瓦频繁使用、制动力衰减、冲风不足等问题。当列车放坡时，将电阻制动作为主要制动手段控制列车在坡道允许放坡速度之内，当列车超速时运用空气制动降速。例如，北宝成铁路秦岭站—任家湾站段4个区间最大坡度33‰，采用电力机车前二后一推挽牵引，牵引定数为2100t仍能以45km/h匀速放坡。黔桂铁路麻尾站—六甲站区段，最大坡度20‰，东风型内燃机车推挽牵引，牵引定数为1050t时，能以45km/h匀速放坡。几十年实践证明有电阻制动的内燃机车牵引区段坡度在25‰以下、电力机车牵引区段在30‰以下，可以保证行车安全，一般无需设避难线。
6K型电力机车投入运用初期，列车运行途中机车司机一旦发现列车折角塞门关闭而采取紧急制动时，按照6K型机车原设计的控制电路将同时切除机车的牵引电路和电阻制动电路，导致无法使用电阻制动，列车面临失控的危险。这导致在1989年和1992年先后两次在三门峡的长大下坡道发生列车运行失控、颠覆的重大事故，颠覆车辆89辆，机车报废一台、小破两台，直接经济损失达1500万元人民币。为消除此安全隐患，洛阳机务段自1995年起对6K型机车控制电路进行改进，确保机车实施紧急制动时仍然能使用电阻制动抑制车速。